# NGC 237
NGC 237 je galaksija u zviježđu Kit.

## Vanjske poveznice
- SEDS: NGC 0237